# Décembre 1814
Cette page présente les faits marquants du mois de décembre 1814.

## Événements

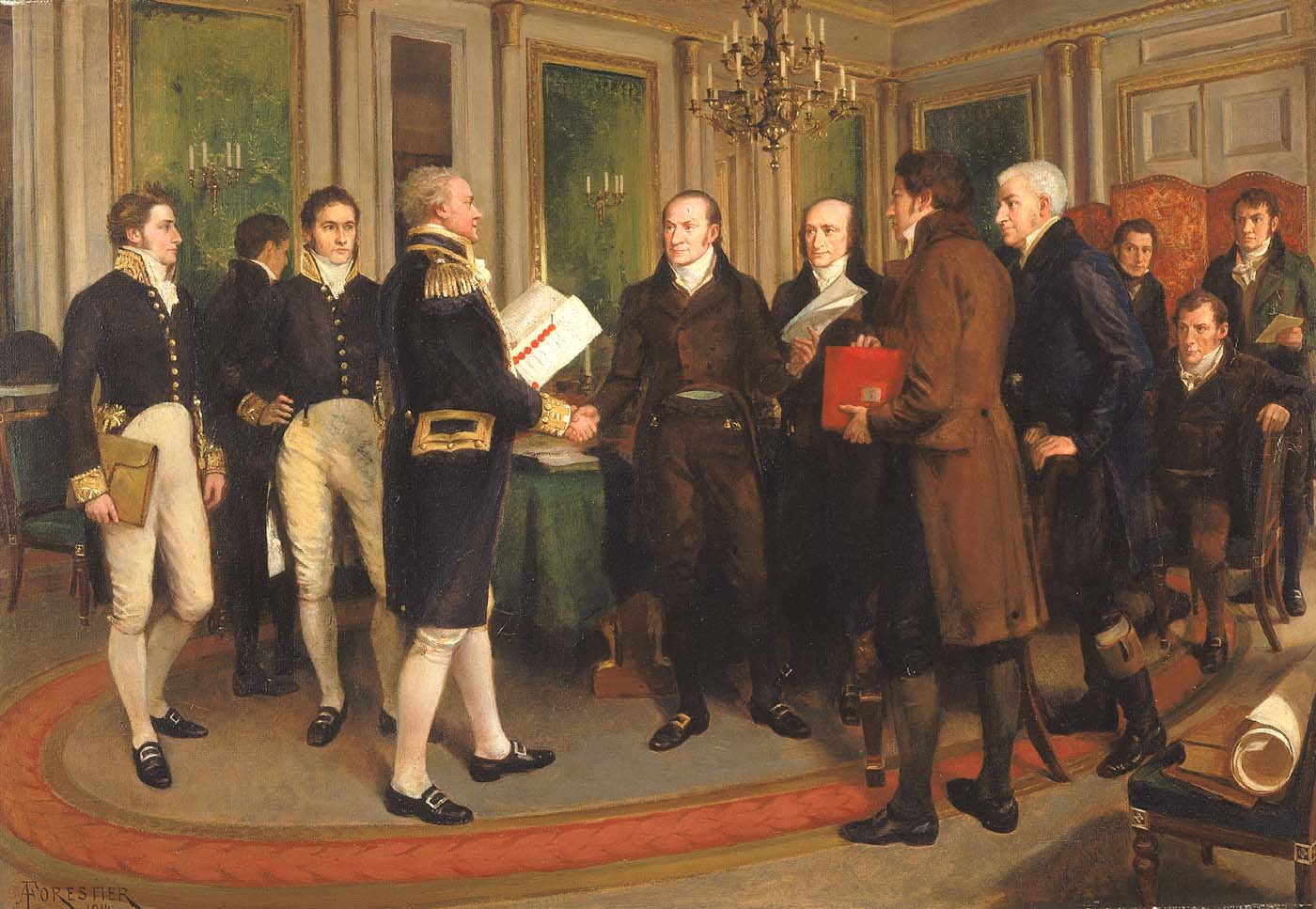
Traité de Paix signé à Gand (aujourd'hui en Belgique) le 24 décembre

- 3 décembre, France : Soult est nommé ministre de la Guerre.

- 14 décembre, Guerre de 1812, dans le Sud des États-Unis : les Britanniques capturent 5 canonnières et 2 croiseurs Américains sur le lac Borgne en Louisiane[1]. Les Britanniques y gagnent la commande des lacs (lac Borgne, lac Pontchartrain et lac Maurepas), mais le retard occasionné donne au Général Andrew Jackson du temps pour préparer ses défenses à la Nouvelle-Orléans.

- 15 décembre - 5 janvier 1815 : convention de Hartford (Hartford Convention) ; les délégués des États proposent des amendements constitutionnels : charges d’impôts et représentation proportionnelles à la population de chaque État, mandat présidentiel non renouvelable[2].

- 23 décembre, Guerre de 1812, dans le Sud des États-Unis : bataille de La Nouvelle-Orléans. Une force britannique débarque près de l'embouchure du fleuve Mississippi.

- 24 décembre, Guerre de 1812 : paix de Gand, qui met fin à la guerre entre les États-Unis et le Royaume-Uni (statu quo territorial), le traité est ratifié par les États-Unis le 16 février 1815.

## Naissances
- 7 décembre : Jacques Nicolas Ernest Germain de Saint-Pierre (mort en 1882), botaniste français.
- 9 décembre : Johann Muckel, braconnier allemand († 18 septembre 1882).
- 27 décembre : Jules Simon (François-Jules Suisse), philosophe et homme d'État français († 8 juin 1896).
- 28 décembre : Eugène Appert , peintre français († 8 mars 1867).

## Décès
- 2 décembre : Marquis de Sade, écrivain français (° 1740).
- 5 décembre : Évariste Parny, poète français (° 1753).
- 9 décembre : Joseph Bramah (né en 1748), mécanicien et inventeur anglais.
- 13 décembre :
  - Charles-Joseph de Ligne, 7e prince de Ligne, prince d’Amblise et prince du Saint-Empire, grand d'Espagne. (° 23 mai 1735).
  - Jean-Baptiste Broussier, général français (° 10 mars 1766)